# Purple People Eaters
Purple People Eaters (talvolta Purple Gang) è stato un termine coniato per identificare la defensive line dei Minnesota Vikings di fine anni sessanta - fine anni settanta. Il termine, mutuato da Purple People Eater, celebre canzone del 1958 cantata da Sheb Wooley, era dovuto alla particolare abilità dei difensori nel placcare l'attacco avversario (in particolar modo erano specializzati nel mettere a segno sack sui quarterback) ed al colore delle divise dei Vikings. Il loro motto era Meet at the quarterback, (it. Ci vediamo dal quarterback), teso a sottolineare la loro peculiarità di "cacciatori di sack".
I Purple People Eaters, fattore determinante nei playoff disputati dai Vikings in quel lasso di tempo, furono uno dei front four nello schema difensivo 4-3 più forti ed importanti della loro epoca e, soprattutto assieme ai Fearsome Foursome dei Los Angeles Rams degli anni sessanta - inizio anni settanta e alla Steel Curtain dei Pittsburgh Steelers degli anni settanta, sono tutt'oggi annoverati da appassionati ed esperti del settore tra i migliori di sempre nella storia della NFL. Nel 2010 NFL.com inserì il termine al 5º posto tra i migliori 10 soprannomi nella storia del football, mentre nel 2001 ESPN.com lo aveva inserito al 2º posto tra i migliori soprannomi di tutti i tempi per un reparto sportivo, primo nell'ambito della palla ovale e secondo solo al Phi Slamma Jamma della squadra di basket dell'Università di Houston della prima metà degli anni ottanta.
La formazione originaria era composta da:
- #88 Alan Page, defensive tackle 1967-1978 (MVP della NFL (1971), 9 partecipazioni al Pro Bowl (dal 1968 al 1976), 9 volte All-Pro (dal 1968 al 1976), Hall of Famer, Formazione ideale della NFL degli anni 1970)
- #81 Carl Eller, defensive end 1964-1978 (6 partecipazioni al Pro Bowl (1968-71, 1973, 1974), 7 volte All-Pro (dal 1967 al 1973), Hall of Famer, Formazione ideale della NFL degli anni 1970)
- #70 Jim Marshall, defensive end 1961-1979 (2 partecipazioni al Pro Bowl (1968-69), 3 volte All-Pro (1964, 1968-69))
- #77 Gary Larsen, defensive tackle 1965-1974 (2 partecipazioni al Pro Bowl (1969-70))[11][a]

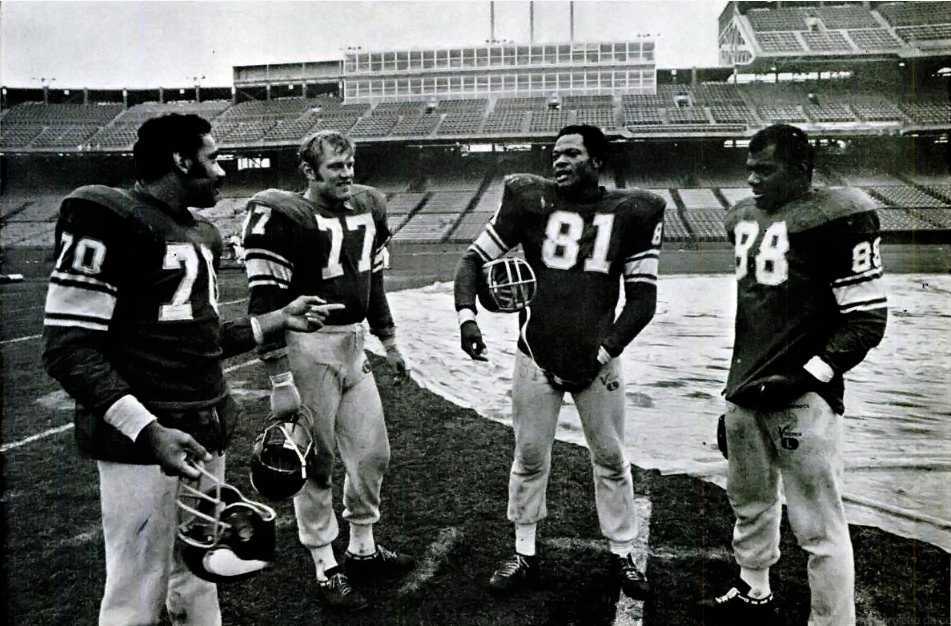
I Purple People Eaters: da sinistra, Jim Marshall, Gary Larsen, Carl Eller, Alan Page

Note:
[a] Larsen verrà in seguito sostituito a metà anni settanta da Doug Sutherland.

## La costruzione dei Purple People Eaters
Primo membro a far parte della famosa difesa fu Jim Marshall, che entrò nel roster dei Vikings già a partire dall'anno del loro debutto in NFL, il 1961. Quindi, in ordine cronologico, nel 1964 entrarono a far parte del team, Carl Eller (6ª scelta assoluta nel Draft 1964) e nel 1965 Gary Larsen, preso dai Los Angeles Rams. Nel 1967 la defensive line era finalmente al completo con l'ingaggio di Alan Page, prima scelta dei Vikings (15ª assoluta) nel Draft 1967.

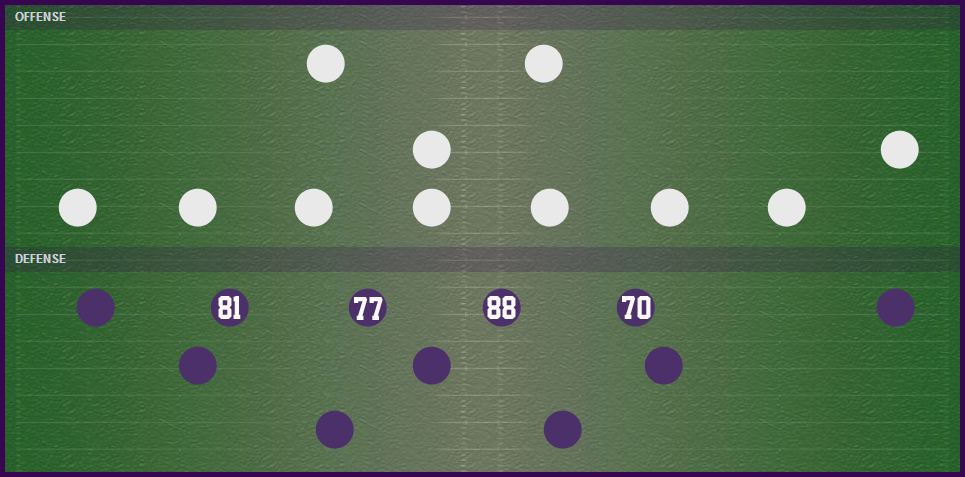
Tipico schieramento in campo della Purple Gang

## Giocate e partite famose

### 1964: The Wrong Way Run
Tradotto "Corsa verso la parte sbagliata", è un episodio singolare in cui Marshall incappò durante un match di regular season. 25 ottobre 1964: siamo al quarto quarto e Minnesota conduce per 27-17 sulla squadra di casa, San Francisco, che però è all'attacco. Il quarterback dei 49ers, George Mira, lancia la palla verso Billy Kilmer, quarterback di ruolo, halfback per l'occasione, che commette un fumble provocato da Eller. Marshall è nei paraggi, recupera immediatamente la palla e corre per ben 66 yard. Purtroppo per lui al momento di raccogliere la palla dava le spalle alla direzione giusta e si è lanciato verso la propria goal line. Pensando di aver segnato un touchdown, Marshall lancia la palla in segno di esultanza salvo poi vedersi venire incontro il numero 77 dei 49ers, Bruce Bosley, che vuole congratularsi con lui, e rendersi conto che in realtà ha concesso un safety. Per sua fortuna la partita termina comunque 27-22 per i Vikings, con un field goal messo a segno da San Francisco che non riesce a riportarsi sotto. L'episodio, unico nella storia dell'NFL, coincise col primo record NFL di Marshall (purtroppo per lui non così prestigioso come i successivi), e nel 1994, con la pubblicazione della serie "NFL's Greatest 100 Follies", ovvero "Le 100 più grandi follie della NFL", riceverà il poco ambito primo posto nella particolare classifica.

### 1968: Eller ferma i Packers
10 novembre 1968: in un match, con temperatura prossima allo zero e sporadiche raffiche di neve, che per certi versi può essere considerato un passaggio di consegne tra quelli che erano gli allora dominatori della division nonché campioni in carica nelle ultime due stagioni, i Packers, e quelli che saranno dominatori per un decennio di division e comunque protagonisti di 4 Super Bowl, i Vikings, a fare la voce grossa al Metropolitan è Carl Eller. Il defensive end infatti blocca un tentativo di field goal da 25 yard da parte di Mike Mercer quando mancavano 10'42" al termine del match, recupera un fumble e mette a segno ben 3 sack sul quarterback dei Packers, Bart Starr, che più tardi di lui dirà: "Doug Atkins, Deacon Jones e Gino Marchetti sono davvero speciali, ma Carl Eller combina le migliori qualità di tutti loro. Egli ha tutto: forza, velocità eccellente per un uomo della sua stazza, rapidità nella pass rush ed agilità nel difendere in corsa. Lui è il miglior defensive end che abbia mai visto.".

### 1969: Marshall e Page protagonisti nel Thanksgiving Day Game
In un match del Giorno del ringraziamento contro i Detroit Lions, Jim Marshall ed Alan Page diedero vita ad una delle giocate più memorabili nella storia della NFL. 27 novembre 1969: il match sta volgendo al termine ed i Vikings, sotto una tempesta di neve, conducono nel quarto quarto per 17-0 allorquando Marshall effettua l'unico suo intercetto in carriera e corre per 30 yard, quando poi a causa di un tackle si vede costretto ad effettuare, senza neanche guardare, un passaggio laterale verso Page che corre a sua volta per ulteriori 15 yard prima di mettere a segno il touchdown del temporaneo 23-0 (la partita terminerà infine 27-0 per i Vikings).

### 1969: Divisional playoffs
27 dicembre 1969: i Vikings ospitano al Metropolitan Stadium di Bloomington i Los Angeles Rams per guadagnarsi un posto nella finale del Campionato NFL 1969. Nelle prime fasi di gioco il quarterback dei Rams, Roman Gabriel, viene intercettato da Carl Eller che si invola verso la end zone correndo per 40 yard ma il gioco viene fermato per un controverso fuorigioco fischiato ad Alan Page. Più tardi nel quarto quarto, la difesa dei Vikings si trova nella condizione di difendere a tutti i costi l'esiguo vantaggio di un punto sui Rams ma Eller si rende di nuovo protagonista sul quarterback dei Rams, quando a 7'49" dal termine del match effettua un tackle su Gabriel dietro la goal line mettendo a segno un safety che consente ai Vikings di incrementare il vantaggio a 3 punti sui californiani. La partita, ancora in bilico, verrà chiusa 7 minuti più tardi da Page che si fa perdonare il penalty precedente intercettando un passaggio di Gabriel.

### 1970: La rivincita del Super Bowl IV
20 settembre 1970: il calendario della stagione 1970 vede in programma per la 1ª settimana quella che è a tutti gli effetti una rivincita del Super Bowl andato in scena nel gennaio dello stesso anno, con i Kansas City Chiefs in trasferta al Metropolitan. La Purple Gang, a differenza di quanto accaduto sette mesi prima, stavolta è in grande spolvero: concede solo 63 yard corse agli avversari, un solo touchdown in tutta la partita ed è protagonista della più bella giocata del match. Nel secondo quarto, Jim Marshall recupera un fumble e non appena subisce un tackle effettua un passaggio laterale per il linebacker Roy Winston, che con una corsa da 38 yard mette a segno il primo touchdown della partita.

### 1971: Page contro i Detroit Lions
Il 1971 è un anno speciale per Alan Page: egli infatti oltre a collezionare l'ennesima partecipazione al Pro Bowl e l'ennesimo inserimento nella lista degli All-Pro, viene eletto difensore NFL dell'anno e soprattutto diviene il primo difensore ad essere eletto MVP della NFL, e questo grazie a prestazioni eccezionali come ad esempio quella contro i Lions: 11 dicembre 1971, i Lions sono in trasferta al Metropolitan dove è in programma la settimana 13 del campionato NFL 1971. Page, nel primo quarto effettua un sack sul quarterback di Detroit, Greg Landry, nel secondo mette a segno un tackle sul runningback Altie Taylor, infine, quando mancano ancora 13'11" da giocare e la partita è oramai entrata nel quarto quarto, porta il punteggio sul 19-10 bloccando un punt fuori dalla end zone e mettendo così a segno un safety.

### 1974: Tre uomini per un sack
29 dicembre 1974: va in scena la finale NFC tra Vikings e Rams. Quando la partita è sul quarto quarto ed ancora in bilico sul 14-10, i Rams sono all'attacco con il loro quarterback James Harris che li porta sulla linea delle 45 yard dei Vikings. A quel punto i Vikings schierano un blocco di 5 uomini per mettergli maggior pressione: la mossa si rivelerà azzeccata in quanto Harris subisce due sack per una perdita totale di 28 yard ed in uno di essi Alan Page, Jim Marshall e Bob Lurtsema sono coautori di un episodio singolare, venendo accreditati di 1/3 di sack a testa.

## Statistiche stagione per stagione
La seguente tabella illustra le statistiche messe a referto dalla difesa dei Vikings con i Purple People Eaters al completo dal 1967 al 1978.
| Statistiche stagione per stagione | | | | | | | | | | | | |
| Stagione                          | Totale | Totale | Totale | Totale | Passaggio | Passaggio | Passaggio | Passaggio | Corsa | Corsa | Corsa | Corsa |
| Stagione                          | YrdTot | PosYrdTot | PtiTot | PosPtiTot | YrdPas | PosYrdPas | TDPas | PosTDPas | YrdCor | PosYrdCor | TDCor | PosTDCor |
| 1967                              | 3.856 | 6ª | 294 | 7ª | 1.752 | 3ª | 17 | 6ª | 2.104 | 15ª | 12 | 6ªT |
| 1968                              | 3.758 | 5ª | 242 | 6ª | 1.855 | 3ª | 16 | 5ªT | 1.903 | 11ª | 8 | 3ª |
| 1969                              | 2.720 | 1ª* | 133 | 1ª* | 1.631 | 1ª* | 8 | 1ª* | 1.089 | 2ª | 4 | 2ª |
| 1970                              | 2.803 | 1ª* | 143 | 1ª* | 1.438 | 1ª* | 6 | 1ª* | 1.365 | 5ª | 4 | 1ª* |
| 1971                              | 3.406 | 2ª | 139 | 1ª* | 1.806 | 3ª | 10 | 3ªT | 1.600 | 6ª | 2 | 1ª* |
| 1972                              | 3.701 | 5ª | 252 | 11ª | 1.699 | 1ª* | 13 | 7ªT | 2.002 | 16ª | 13 | 13ªT |
| 1973                              | 3.868 | 12ª | 168 | 2ª | 1.894 | 12ª | 8 | 2ª | 1.974 | 11ª | 5 | 1ªT* |
| 1974                              | 3.907 | 10ª | 195 | 3ª | 2.302 | 18ª | 8 | 1ª* | 1.605 | 5ª | 12 | 8ªT |
| 1975                              | 3.153 | 1ª* | 180 | 3ª | 1.621 | 1ª* | 14 | 7ªT | 1.532 | 1ª* | 7 | 2ª |
| 1976                              | 3.671 | 6ª | 176 | 2ª | 1.575 | 1ª | 8 | 1ªT* | 2.096 | 17ªT | 14 | 13ªT |
| 1977                              | 3.799 | 11ª | 227 | 13ª | 1.581 | 3ª | 15 | 18ªT | 2.218 | 21ª | 11 | 10ªT |
| 1978                              | 4.806 | 14ª | 306 | 20ª | 2.690 | 19ª | 15 | 9ªT | 2.116 | 10ª | 20 | 21ªT |
| Note                              | * Indica che in tale statistica hanno guidato l'NFL; "T" Indica che il risultato è ex aequo con altre squadre. | * Indica che in tale statistica hanno guidato l'NFL; "T" Indica che il risultato è ex aequo con altre squadre. | * Indica che in tale statistica hanno guidato l'NFL; "T" Indica che il risultato è ex aequo con altre squadre. | * Indica che in tale statistica hanno guidato l'NFL; "T" Indica che il risultato è ex aequo con altre squadre. | * Indica che in tale statistica hanno guidato l'NFL; "T" Indica che il risultato è ex aequo con altre squadre. | * Indica che in tale statistica hanno guidato l'NFL; "T" Indica che il risultato è ex aequo con altre squadre. | * Indica che in tale statistica hanno guidato l'NFL; "T" Indica che il risultato è ex aequo con altre squadre. | * Indica che in tale statistica hanno guidato l'NFL; "T" Indica che il risultato è ex aequo con altre squadre. | * Indica che in tale statistica hanno guidato l'NFL; "T" Indica che il risultato è ex aequo con altre squadre. | * Indica che in tale statistica hanno guidato l'NFL; "T" Indica che il risultato è ex aequo con altre squadre. | * Indica che in tale statistica hanno guidato l'NFL; "T" Indica che il risultato è ex aequo con altre squadre. | * Indica che in tale statistica hanno guidato l'NFL; "T" Indica che il risultato è ex aequo con altre squadre. |

Fonte: vikings.com Archiviato il 14 luglio 2011 in Internet Archive., Pro Football Reference

## Record NFL e altri risultati di rilievo
- Unico front four di una defensive line ad aver visto convocati tutti e 4 i suoi membri in una singola edizione del Pro Bowl (1969)[33]
- Primo front four a guidare le classifiche NFL in yard concesse su corsa, su passaggio e totali in una singola stagione, stabilito nel 1975 ed eguagliato solamente nel 1991 dai Philadelphia Eagles[33]
- Record NFL per il minor numero di punti concessi durante la stagione regolare a 14 incontri (133), stabilito nel 1969 ed infranto nel 1977 dagli Atlanta Falcons[34]
- Quattro apparizioni al Superbowl[33]
- 447,5 sack messi a segno in totale[33]

### Record NFL dei singoli membri
Alan Page
- Primo difensore a ricevere il premio come MVP della NFL (record eguagliato solamente dal linebacker Lawrence Taylor) e tuttora unico defensive tackle
- Primo giocatore a ricevere il premio come Difensore dell'Anno della NFL
- Maggior numero di safety messi a segno in una singola stagione: 2 (1970)

Jim Marshall
- Maggior numero di fumble avversari ricoperti in carriera: 29 (1960-1979)
- Maggior numero di partite consecutive disputate in carriera da un difensore: 282 (1960-1979)
- Maggior numero di partite consecutive da titolare disputate in carriera da un difensore: 270 (1960-1979)
- Giocata più corta nella storia della NFL: -66 yard (1964)